# Syrischer Putsch 1949
Der syrische Staatsstreich im Jahre 1949 war ein unblutiger Militärputsch, der am 30. März 1949 stattfand. Er war der erste Staatsstreich in der arabischen Welt überhaupt und zugleich der erste in der modernen Geschichte Syriens, der eine demokratische Regierung stürzte. Der Putsch wurde vom syrischen Generalstabschef Husni al-Za'im angeführt, der am 11. April 1949 schließlich sich selbst zum Präsidenten ernannte. Unter den Putschisten befanden sich zwei spätere Generäle der syrischen Armee.
Dem damaligen syrischen Präsidenten Schukri al-Quwatli wurde vorgeworfen, dass er der syrischen Armee minderwertige Ausrüstung beschafft und ungenügend qualifizierte Militärbefehlshaber ernannt hätte. Er wurde kurz inhaftiert  und schließlich ins ägyptische Exil verbannt. Die damalig demokratisch gewählte syrische Volksversammlung wurde aufgelöst. Während des Putsches wurden viele politische Führer verhaftet.

## Ablauf des Putsches
Der damalige britische Militärattaché in Syrien berichtete, dass al-Za´im bereits seit 1947 den Putsch plante. Am 29. März 1949 gab al-Za´im vier Stabsoffizieren Anweisungen, welche Rollen sie und ihre Truppen während des Putsches einnehmen sollten.
Der Putsch wurde schließlich für den Folgetag festgesetzt und begann somit am 30. März 1949 um 2:30 Uhr. Er wurde von sechs Kampfgruppen durchgeführt, die zeitgleich Regierungsgebäude in Damaskus besetzten und sämtliche Regierungsbeamte verhafteten. Bis auf den Tod von drei Leibwachen war dieser Putsch überraschend unblutig und gut koordiniert. Der herzkranke Präsident Schukri al-Quwatli wurde in einem Krankenhaus festgenommen und dort unter Hausarrest gestellt.
In einer kurzen Bekanntmachung al-Za´ims wurde die syrische Bevölkerung  durch den staatlichen syrischen Radiosender nach Einspielen der Nationalhymne über den Putsch informiert.

## Politische Umstände und US-Beteiligung
Unmittelbar nach dem Putsch gab es Vorwürfe, dass die amerikanische Botschaft, angeführt vom damaligen US-Botschafter in Syrien James Hugh Keeley Jr., den Putsch unterstützt hätte. Der damalige stellvertretende US-Militärattaché in Syrien Stephen J. Meade, den al Za´im wenige Wochen vor dem Putsch kennengelernt hatte, galt als engster westlicher Vertrauter.
Douglas Little stellt fest, dass der stellvertretende US-Außenminister George C. McGhee im März Damaskus „angeblich, um die Umsiedlung palästinensischer Flüchtlinge zu diskutieren, aber möglicherweise, um die Unterstützung der USA für Za'im zu genehmigen“ besuchte. Im Gegensatz dazu beschreibt Andrew Rathmell diese Hypothese als spekulativ und sogar aus der Luft gegriffen.
Als weiterer Grund wird der Bau einer transarabischen Pipeline aufgeführt, die von der Vorgängerregierung nicht genehmigt wurde, worüber al Za`im sich hinwegsetzte und sie trotz Widerstands insbesondere der arabischen Nachbarn genehmigte.
Eine angebliche Beteiligung der CIA wurde vom CIA-Agenten Miles Copeland Jr. bestritten, der die damalige Zeit als sehr gewalttätige Zeit beschrieb.

## Waffenstillstand mit Israel
Während des israelischen Unabhängigkeitskrieges 1948 kämpften Israel und der Irak gegeneinander. Im April 1949 begannen schließlich Waffenstillstandsverhandlungen. Am 20. Juli 1949 unterzeichnete Syrien das israelisch-syrische Waffenstillstandsabkommen, um die Kriegshandlungen zwischen beiden Staaten zu beenden. Im Rahmen des Abkommens zog Syrien seine Streitkräfte aus den meisten Gebieten des ehemaligen Mandats Palästina ab, die es westlich der internationalen Grenze kontrollierte, die zu einer entmilitarisierten Zone wurden. 1948 lebten etwa 30.000 Juden in Syrien. Nach dem Putsch erlaubte die Za'im-Regierung die Auswanderung einer großen Anzahl syrischer Juden, und 5.000 emigrierten nach Israel.

## Ende der Präsidentschaft
Al-Za'ims kurzzeitige Präsidentschaft endete am 14. August 1949 in einem Militärputsch, der von Sami al-Hinnawi zusammen mit mehreren anderen SSNP-Offizieren inszeniert wurde, die prompt al-Za'im und al-Barazi hinrichteten und Hashim al-Atassi als Präsidenten einsetzten. Ein weiterer Militärputsch fand im Dezember statt, dem dritten desselben Jahres, diesmal unter der Führung von Adib asch-Schischakli, der al-Atassi bis zum 3. Dezember 1951 als Präsidenten behielt. al-Hinnawi wurde am 31. Oktober 1950 von Hersho al-Barazi, einem Cousin von Muhsin al-Barazi, ermordet. Schukri al-Quwatli kehrte 1955 nach Syrien zurück und gewann erneut die Präsidentschaftswahlen, diesmal gegen seinen ehemaligen Premierminister Chalid al-Azm.